# Села при Собрачах
Села при Собрачах (словен. Sela pri Sobračah) је насељено место у општини Иванчна Горица, Средњесловенска регија, Словенија.

## Историја
До територијалне реорганизације у Словенији била је у саставу старе општине Литија.

## Становништво
У попису становништва из 2011. године, Села при Собрачах је имала 39 становника.
| Број становника према пописима | Број становника према пописима | Број становника према пописима |
| ------------------------------ | ------------------------------ | ------------------------------ |
| 1991                           | 2002                           | 2011                           |
| 30                             | 36                             | 39                             |

Напомена: До 1952. исказивано под именом Села при Светем Андреју.